# Gatón de Campos
Gatón de Campos település Spanyolországban, Valladolid tartományban. Gatón de Campos Castil de Vela, Villabaruz de Campos, Cuenca de Campos, Villalón de Campos, Villafrades de Campos, Villarramiel és Capillas községekkel határos. Lakosainak száma 41 fő (2024).

## Népesség
A település népessége az utóbbi években az alábbiak szerint változott:
| Lakosok száma | 41   | 40   | 40   | 39   | 38   | 31   | 34   | 33   | 29   | 41   |
|               | 2001 | 2004 | 2007 | 2009 | 2012 | 2014 | 2017 | 2019 | 2022 | 2024 |